# Краснодубье (Волынская область)
Краснодубье (укр. Краснодуб'я) — село в Люблинецкой поселковой общине Ковельского района Волынской области Украины.
Код КОАТУУ — 0722189302. Население по переписи 2001 года составляет 17 человек. Почтовый индекс — 45033. Телефонный код — 3352.